# Чорноморське газоконденсатне родовище
Чорноморське газоконденсатне родовище — належить до Причорноморсько-Кримської нафтогазоносної області Південного нафтогазоносногу регіону України.

## Опис
Розташоване на Тарханкутському півосторові (Крим) поблизу смт Чорноморське. Приурочене до північної зони антиклінальних складок центральної частини Каркінітсько-Північно-Кримського прогину. Структура (симетрична брахіантикліналь субширотного простягання 3,6х1,3 км висотою 63 м) виявлена в 1962 р., вивчена в 1962-68 рр. Промисловий приплив газу і конденсату одержано з інтервалу 2080—2122 м. Газо- і конденсатоносними є вапняки та мергелі палеоцену. Поклад газу масивно-пластовий, склепінчастий. Режим газовий. Колектор тріщинно-порового типу характеризується низькими ємнісно-фільтраційними властивостями. Це обумовлює нерентабельність розробки родовища. Запаси газу початкові видобувні категорій А+В+С1 — 412 млн м³.